# رائد الأعمال المبدع
رائد الأعمال المبدع (بالإنجليزية: Internal entrepreneur)‏ هو أحد الرواد الذين يعملون داخل منظمة مثل مؤسسة تجارية أو هيئة حكومية.

## المسؤوليات
يُعرف رائد الأعمال المبدع أو رائد الأعمال داخل الشركة الكبيرة وهو المصطلح المرادف بالفعل لكلمة “رائد أعمال«بأنه» شخص داخل شركة كبيرة يتحمل -بصفة مباشرة- مسؤولية تحويل فكرة ما إلى منتج جاهز ومربح من خلال المخاطرة والابتكار. وعادة ما يكون لديهم دوافع قوية، وتوجيه عالٍ لإنجاز العمل بسرعة وبوتيرة سريعة مع الكفاءة (ذو الطابع العملى) ويشعرون بالارتياح لاتخاذ المبادرة، بصرف النظر عن الحدود التي تفرضها المنظمة أو مجال ريادة الأعمال  عليها، ويسعي رواد الأعمال  باستمرار للحصول على منتج أو خدمة مبتكرة. ويمكن وصف سلوكهم من خلال القدرة على التفكير خارج الصندوق الذي يتضمن المخاطرة الذكية والواضحة مع التركيز على جانب القيادة، وهذه السمات مجتمعة هي التي تجعل رائد  الأعمال ناجحاً. 

## في الممارسة العملیة
الاختلاف الرئيسي بين رائد الأعمال المبدع ورائد الأعمال المعتاد هو البيئة، التي تتمثل في المجال الذي يعملان فيه. فالهدف العام لرائد الأعمال  هو إنشاء منظمة ناجحة، في حين أنه يتعين على رائد الأعمال المبدع، من ناحية أخرى، أن يجد حلولا للمشاكل القائمة داخل الشركة وأن يوفر أساليباً أفضل لصالح المنظمة القائمة.   

وتشير دراسات Forbes Insights إلى أن رواد  الأعمال المبدعين يشكلون واحداً تقريباً من كل ستة مسؤولين تنفيذيين في أوروبا. ويميلون إلى العمل كمبدعين ولديهم أفكار محددة وعقل محدد نحو إنشاء خطط أصيلة لتحقيق الازدهار للشركة. وتتمثل مهمة رائد الأعمال المبدع في ادخال الفكرة إلى شركات الأعمال التي تتصف بالبيروقراطية ولا تتقبل الأفكار الجديدة.
وجزء كبير من رواد  الأعمال الحاليين كانوا في وقت ما من رواد  الأعمال المبدعين الذين لم يرتاحوا أثناء عملهم أو نحو القيود المفروضة ضد الابتكار. وقد حاولت بعض الشركات استيعاب فكرة رجال الأعمال المبدعين، على أساس أن ذلك في مصلحتهم الخاصة. ونتيجة لذلك، قامت بعض المؤسسات الكبيرة بإنشاء «أقسام  الابتكار» بقيادة «كبير مسؤولي الابتكار». ومنذ منتصف العقد الأول من القرن الحالي، نما هذا الاتجاه. واعتبارا من عام 2014، كانت معظم الشركات الاستشارية لديها مكاتب للابتكار، هذا وفقا لمجلة Harvard Business Review. 
ووفقاً لإحصاءات نشرتها مجلة فوربس في عام 2011، فإن الشركات لديها نسبة مماثلة تقريباً من رجال الأعمال المبدعين بصرف النظر عن الحجم أو العائد:
- %12 من رواد الأعمال في المؤسسات التي یعمل بها 10 إلى 49 موظفا.
- %25 من رواد الأعمال في المؤسسات التي یعمل بها 500 إلى 999 موظفا.
- %20 من رواد الأعمال في المؤسسة مع إیرادات تزید عن 100 ملیون دولار.

## السمات
بعض السمات الرئيسية التي تؤثر على رواد الأعمال هي:
- المال ليس المقياس - فعزيمتهم لا يحركها المال، فالمرتبات علامة على أنهم يقومون بعملهم بشكل جيد؛ غير أن الدافع الرئيسي وراء ذلك هو تأثيرهم القائم على الحرية. الاستقصاء الإستراتيجي - فالفضول المستمر هو ما يجعل رائد الأعمال المبدع بارزاً، فهم يواصلون في تعلم أشياء جديدة وتطبيقها في مجالات المعرفة التي تفيدهم وكذلك المنظمة على حد سواء. فطبيعة الناس أنهم ليسوا منفتحين على أفكار جديدة وجوهرية، لذلك فرواد الأعمال المبدعون، عند طرح فكرة جديدة، يميلون إلى إبقائها وازدهارها في ذهنهم حتى يحين الوقت المناسب، فيمكنهم مشاركتها مع الآخرين. التفكير الناقد – إذ أنهم لا يعملون على إنتاج فكرة أو حل فورى، بل يقارنون بين المزايا والعيوب، ومن ثم يحاولون التوصل إلى المزيد من الحلول. إنهم يستخدمون استرتيجيات العصف الذهني، والتخطيط العقلى، والتصميم لتحقيق ما يحتاجون إليه. التمحور – ويقصد به التحول جذرياً عن الطريقة الإستراتيجية الحالية للأعمال التجارية، وهو أحد الخصائص الرئيسية لأي رائد أعمال مبدع. وهذا يعني أنهم منفتحون على التغيير إذا كان ذلك في مصلحة الشركة، سواء على المدى الطويل أو القصير الصحة والسلامة - رواد الأعمال المبدعون مشهود لهم بالثقة والتواضع، حيث يسمح لهم تمتعهم بسعة من الفهم ومدى تفهمهم للعمل بكفاءة، مما يجعلهم اصحاب روح المخاطرة الذكية[6]

## أمثلة
- سوني:[7] اعتاد Ken Kutaragi، في منصب موظف صغیر في سوني كان یقضي وقت فراغه مع بناته من أجل تحسین جهاز نینتندو. بغض النظر عن كون الموظفین في سوني یعارضون عمله، كان كین محظوظ بما یكفي لجذب انتباه موظف كبیر.وقد أدى ذلك إلى بدء وإنشاء واحدة من أهم منتجات سوني في السوق الآن، سوني بلاي ستیشن. في هذه اللحظة، یُعد PlayStation أحد القادة في مجال الألعاب، كونه أحد أفضل وحدات التحكم مبیًعا، وهو نتیجة واضحة للنجاح والابتكار من «ریادة الأعمال الداخلیة».
- 3M كان الدكتور silver Spencer یحاول خلق لاصق قوي بهدف استخدامه في تكنولوجیا الفضاء الجوي. وقد ثبت أن بحثه لم ینجح لأنه خلق لاصق خفیفّا من دون قصد لیلتصق بالأسطح دون ترك أي أثر بعد إزالته.ويعد هذا مثالا على المسح الاستراتیجي حیث بدلا من التخلص من الفكرة، قرر مواصلة العمل على ذلك وتحسین أكثر لاستخدامات أخرى. بعد سنوات من محاولة دفع الفكرة إلى الأمام، انضم إلى Fry Art (زمیل العالم في 3M) معا، ولقد جائو بفكرة الملاحظات اللاصقة التي تستخدم بنشاط حتى الآن.